# Gare de Cormery
La gare de Cormery est une gare ferroviaire française de la ligne de Joué-lès-Tours à Châteauroux, située sur le territoire de la commune de Cormery, dans le département d'Indre-et-Loire, en région Centre-Val de Loire.

## Situation ferroviaire
La gare de Cormery est située au point kilométrique 262,398 de la ligne de Joué-lès-Tours à Châteauroux entre les gares d'Esvres et de Courçay - Tauxigny.
Son altitude est de 88 m.

## Histoire
La gare est ouverte le 15 juillet 1878.

## Services voyageurs

### Accueil
Halte SNCF, c'est un point d'arrêt non géré (PANG) disposant de panneaux d'informations et d'abris de quais.

### Dessertes
Cormery est desservie par des trains du réseau TER Centre-Val de Loire qui circulent sur la ligne n° 31 entre les gares de Tours et Loches, via la gare de Reignac.

### Intermodalité
Un parking pour les véhicules ainsi que pour les vélos y est aménagé. Un arrêt de bus se trouve à proximité de la gare.